# Matthias Wahls
Matthias Wahls est un joueur d'échecs et un joueur de poker allemand né le 25 janvier 1968 à Hambourg. Grand maître international depuis 1989, il a remporté deux fois de suite le championnat d'Allemagne d'échecs (en 1996 et 1997). Il est inactif dans les compétitions d'échecs depuis 2006.

## Carrière aux échecs
Matthias Wahls fut cinquième du championnat du monde junior de 1988 (remporté par le Français Joël Lautier devant le Soviétique Vassili Ivantchouk) et reçut le titre de maître international la même année. En 1989, il remporta l'open du Festival d'échecs de Bienne et l'open du tournoi d'échecs de Dortmund (tournoi B). Il finit troisième ex æquo du tournoi de Dortmund principal en 1990.
Il remporta le championnat d'Allemagne en 1996 et 1997 après avoir fini deuxième en 1994 et 1er-5e en 1995 et se qualifia pour le Championnat du monde de la Fédération internationale des échecs 1999 à Las Vegas où il fut éliminé au deuxième tour par Vassili Ivantchouk.
Il a représenté l'Allemagne comme échiquier de réserve lors des olympiades de 1990 et 1992. Lors du championnat d'Europe d'échecs par équipe de 1989, il remporta la médaille de bronze par équipe et la médaille d'argent individuelle au cinquième échiquier.

## Publications
- (de) Matthias Wahls, Modernes Skandinavisch, Bd. 1 : Ein komplettes Repertoire gegen 1.e4, Schach, 1997, 302 p. (ISBN 978-3-932861-00-0)
- (de) Matthias Wahls, Karsten Müller et Hannes Langrock, Modernes Skandinavisch Band 2, Chessgate, 2006, 349 p. (ISBN 978-3-935748-13-1)
- (de) Die besten Eröffnungsfallen, dvd, Chessbase, 2004
- (en) Matthias Wahls, Karsten Müller et Hannes Langrock, The Modern Scandinavian : Themes, Structures & Plans in an Increasingly Popular Chess Opening, New in Chess, 2011, 368 p. (ISBN 978-90-5691-344-1)